# Manuel Collado Álvarez
Manuel Collado Álvarez (Barcelona, 26 de junio de 1921-Madrid, 15 de junio del 2009) fue un actor, director, empresario y traductor español.

## Biografía
Nacido en el seno de una familia de artistas, sus padres fueron el actor Manuel Collado Montes y la bailarina María Esparza. En la década de 1940 se traslada a Alemania, donde estudia artes escénicas. De regreso a España, compatibilizó la profesión artística con trabajos de traducción de alemán a español.
Como actor, comenzó a trabajar en 1948 con la compañía de Catalina Bárcena, siendo su primer éxito la obra Las de Caín, al que seguiría Cincuenta años de felicidad (1949). Más tarde pasa a la compañía de Alberto Closas,  donde conoce a quien sería su esposa durante 45 años: la actriz Julia Gutiérrez Caba, mientras ambos interpretaban Edición especial. Contrajeron matrimonio en mayo de 1964. Ambos formaron su propia compañía en 1970.
Su trayectoria interpretativa se completa con otros éxitos sobre los escenarios como La otra orilla (1954), de José López Rubio, Los físicos (1965), de Friedrich Dürrenmatt, El sol en el hormiguero (1966), de Antonio Gala, El jardín de los cerezos, de Chéjov, con William Layton y José Carlos Plaza y  Hamlet en 1987, de nuevo con Plaza.
En cine, llegó a  participar en más de una veintena de títulos en España y Alemania, destacando Experiencia prematrimonial (1972), de Pedro Masó, junto a su esposa.
Como director, puso en escena los montajes de La profesión de la señora Warren (1973), Vivamos hoy (1979), y Triángulo.
Se retiró definitivamente en 1989, tras sufrir un infarto.